# خان احمدخان
خان احمدخان گیلانی (۹۴۲ – ۱۰۰۵ ه‍.ق) آخرین کارکیای سلسلهٔ کیاییان در گیلان بود. او که در ۹۴۳ ه‍. ق/ ۱۵۳۸ م، در یک سالگی پس از مرگ ناگهانی پدرش کارکیا حسن دوم به حکومت رسید، تا ۹۷۵ ه‍.ق بر بیه‌پیش و سپس کل گیلان حکومت کرد. او به دستور شاه طهماسب، مذهب دوازده‌امامی را جایگزین زیدیه کرد؛ ولی وقتی شروع به ارتباط با عثمانیان کرد و خواست برای حمله به قزوین به شیروان و لاهیجان سرباز بفرستند، از چشم شاه افتاد. در این سال به دستور شاه طهماسب دستگیر و در قلعه قهقهه و قلعه استخر زندانی شد. در ۹۸۵ ه‍.ق در دورهٔ محمد خدابنده آزاد شد و دوباره به حکومت رسید. قوای شاه عباس برای استیلا بر ابریشم و موقعیت جغرافیایی ویژهٔ گیلان و نیز خاتمه دادن به حکومت خان احمد که به ارتباط با عثمانی‌ها ادامه داده بود در سال ۱۰۰۰ ه‍.ق به گیلان یورش بردند و خان احمد به شیروان گریخت. او بقیهٔ عمر خود را در استانبول و بغداد عثمانی گذراند و تلاش‌های بی‌ثمری برای بازگشتن به قدرت انجام داد. او در ۱۰۰۵ ه‍.ق در بغداد درگذشت و در نجف به خاک سپرده شد. خان احمد را سیاستمداری جاه‌طلب، زیرک، حادثه‌آفرین، انتقام‌جو، عیاش و خوش‌گذران و شاعری چیره‌دست و علاقه‌مند به موسیقی تصویر کرده‌اند. او درباری هنرپرور داشت و شعرا، موسیقی‌دانان و دانشمندانی چون فغفور لاهیجی شاعر و استاد زیتون چهارتاری نوازنده در خدمت او بودند.

## تولد و اوایل حکومت
پدر خان احمدخان، کارکیا حسن دوم، پس از چیرگی بر برادر خود سیدعلی کارکیا، حکومت بیَه‌پیش را به دست گرفت. کارکیا حسن در ۹۴۳ ه‍.ق در اثر طاعون درگذشت و فرزند یک‌ساله‌اش، خان احمد، با تلاش امیره عباس، سپهسالار پدرش، جانشین او شد. کیاخور کیا طالقانی، وکیل کارکیا حسن، که نیابت او را بر عهده گرفته بود، در رقابت با امیره عباس و برای جلوگیری از افزایش قدرت خان احمدخان، شاه طهماسب اول را به تصرف گیلان تشویق کرد. شاه طهماسب، به دلیل خردسال بودن خان احمدخان موقتاً برادرش بهرام میرزا را در راس ارتشی بزرگ به حکومت بیه‌پیش منصوب کرد.
بهرام میرزا در دیلمان استقرار یافت و چند ماه بعد کیا خور کیا را، که بسیار مورد احترام مردم گیلان بود زندانی کرد. حکومت بهرام میرزا در گیلان بیش از یک سال طول نکشید. مردم شوریدند و شاهزاده را شکست دادند و او به قزوین فرار کرد. در روایتی دیگر، امیرعباس، سپهسالار کارکیا، خان احمد را به حکومت رساند.
شاه طهماسب در تربیت خان احمدخان کوشید. خان احمد بسیار زود زمام امور منطقهٔ خود را به‌طور مستقل در اختیار گرفت. او در آغاز جوانی با تی‌تی خانم دختر چپک ازدواج کرد و صاحب پسری شد که شاه طهماسب نام حسن را بر او نهاد و او را فرزند خود خطاب کرد.

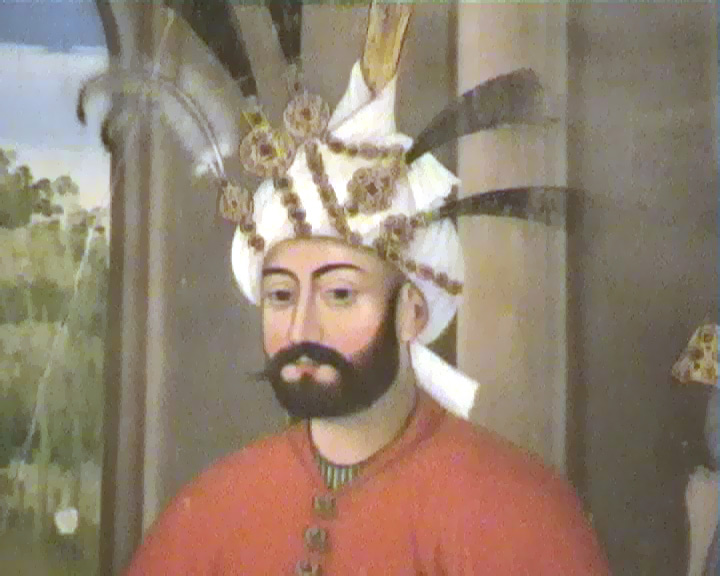
تصویری از شاه طهماسب اول بر دیوارهٔ داخلیِ کاخ چهلستون

صفویان و به‌طور خاص شاه طهماسب، از ابتدا سعی در مطیع‌سازی دولت‌های کوچک و ملوک‌الطوایفی گیلان داشتند. امیره حسام الدین دباج فومنی (مظفرالسلطان)، حکمران اسحاقوندی بیه‌پس اولین قدرت منطقه‌ای بود که از اطاعت سرپیچی کرد، و قلعه رودخان را بازسازی کرد تا از آنجا به مقاومت بپردازد ولی موفقیتی به دست نیاورد و به دربند گریخت و نهایتاً دستگیر و در تبریز اعدام شد. شاه طهماسب برای متمرکزسازی قدرت و ساختار اداری در غرب گیلان، بلوک‌های قدرت در این منطقه یعنی گسکر، تولم، فومن، شفت، رشت، لشت نشاء، کوچصفهان و کهدم که از قدیم وجود داشتند را به رسمیت نمی‌شناخت و همه را فقط به بیه‌پس تعبیر می‌کرد. پس از کشته شدن امیره دباج، طهماسب نگران از اخذ مقرری سالانهٔ بیه‌پس و خلأ قدرت در آن‌جا در ۹۴۵ ه‍. ق به خان احمد دستور داد بیه‌پس را هم به قلمروی خود بیفزاید و مقرری سالانه را به دربار صفوی ارسال کند. به نوشتهٔ عبدالفتاح فومنی در تاریخ گیلان، خان احمد با بیست هزار نفر به بیه‌پس حمله کرد و با وجود کشته شدن پنج هزار بیه‌پسی موفق به تصرف آن نشد. در عوض رشت تاراج شد. خان احمد با در دست داشتن حکم طهماسب، با استفاده از خلأ قدرت در آن ناحیه در سال‌های بعد به حمله‌های غارت‌گرانهٔ خود به بیه‌پس ادامه داد.
در شوال ۹۵۰ ه‍. ق/ ژانویهٔ ۱۵۴۴ م، اهالی بیَه‌پس به سبب قساوت سران لشکر خان احمدخان به امیره شاهرخ، که خود را برادر امیره دباج یا مظفرالسطان حکمران سابق بیه‌پس می‌خواند، ملحق شدند. او تا ۹۵۷ ه‍.ق بر بیه‌پس حکومت کرد و به شیوهٔ سلاطین سابق گیلان احکام خود را طغرا می‌کشید و مهر می‌کرد و به نام شاه طهماسب نیز سکه ضرب کرد و به نام او خطبه می‌کرد. امیره شاهرخ که با توطئه‌های خان احمدخان که می‌خواست باز حکومت بیه‌پس را بر عهده بگیرد مواجه بود و یارای برآوری نیازهای مالی قزلباشان را نداشت به‌طور سری گیلان را ترک کرد؛ ولی توسط قشون تعقیب‌کننده‌اش دستگیر و در تبریز به همراه همه وکلایش اعدام شد. سپس در بیه‌پس آشوب کامل حکمفرما شد و کودکان دزدیده می‌شدند و به بردگی فروخته می‌شدند.
سپس، شاه طهماسب در ۹۶۵ ه‍. ق/ ۱۵۵۷–۵۸ م حکومت بیه‌پس را به محمود پسر مظفر سلطان، و وزارت آن را به کارکیا احمد فومنی واگذار کرد. او رشت را دارالاماره خویش نمود. کارکیا احمد به امید تضمین‌کردن حکومت بیه‌پس برای خود به دربار شکایت برد که محمود مناسب حکومت نیست. محمود، پس از پنج سال حکومت، به دستور شاه برکنار و به شیراز تبعید شد. شاه طهماسب میر غیاث‌الدین محمد شیرازی را به معلمیِ او گماشت. خان احمدخان که با سلاطین اسحاقوندی بیه‌پس خصومت عمیقی داشت یکی از معتمدان خود به نام ملا شکر را فرستاد که معلم را فریب داد و معلم محمود را کشت و خود در لاهیجان پناه گرفت. شاه طهماسب از خان احمدخان خواست تا ملا شکر و میر غیاث‌الدین محمد را به دربار بفرستد اما خان احمدخان از این کار سرباز زد.

## دستگیری و حبس

نقشه گیلان، ۱۵۷۰ م/ ۹۴۹ ه‍. ش

پس از مرگ محمود، طهماسب پسر او و نوه خودش، جمشیدخان را در خلخال به شیوهٔ قزلباشان و در راستای سیاست‌های تمرکزبخش شاه، به گفته فومنی به مدت هفت سال تربیت کرد. خان احمدخان پس از مرگ محمود، علاوه بر بیه‌پیش حکمران بزرگ بیه‌پس بود. شاه طهماسب برای کاهش قدرت او که نشانه‌هایی از نافرمانی نشان داده بود و برای بیست سال به دربار نرفته بود، حکومت را به جمشیدخان داد. او در سال ۹۷۴ ه‍.ق به خان احمد چنین نوشت:
تا حال ما گیلان بیه‌پس و گسکر و کهدم را به اقطاع شما مقرر کرده بودیم و الحال همت والانعمت پادشاهانه اقتضای آن نموده که مملکت بیه‌پس را به فرزندی شاه جمشیدخان، نوادهٔ مظفر سلطان، و گسکر را به امیره ساسان و کهدم را به کامران خلیفه واگذاریم. می‌باید که آن سیادت و سلطنت پناه دست تصرف از الکای مذکور بازداشته به وکلای ایشان گذارند و از سیادت ایشان احتراز و اجتناب نمایند
همزمان به خان احمدخان فرمان داده شد که گسکر را به ارباب سابقش امیره ساسان که خان احمدخان آنجا را از چنگش درآورده بود واگذار کند. خان احمدخان بیه‌پس را واگذار کرد ولی با ادعای این که کوچصفهان همواره جزء بیه‌پیش بوده از واگذاری آن امتناع کرد (کوچصفهان در ۸۸۲ ه‍.ق در دورهٔ حکومت محمد بیه‌پس به آن ملحق شد و در ۹۰۷ ه‍.ق باز بدان پیوست) شاه برای سرکوب شورش او یکی از معتمدینش یولقلی بیک ذوالقدر را به مأموریت صلح به گیلان فرستاد.
در ذی‌الحجهٔ ۹۷۴ ه‍. ق/ ژوئن ۱۵۶۷ م، امیره ساسان در یک حملهٔ غافلگیرکننده در نزدیکی سیاه رودبار توسط شاه منصور لاهیجی فرمانده نظامی لاهیجان و حاکم کوچصفهان تار و مار شد. یولقلی بیک ذوالقدر نماینده شاه، که در رشت بود با عده‌ای از وکلایش کشته شد و سرش برای خان احمدخان که پیروزمندانه وارد رشت شد فرستاده شد. شاه طهماسب که هنوز به امید راه حلی صلح‌آمیز بود نامه‌ای تهدیدآمیز برای خان احمدخان فرستاد و در آن جرایم او و اقدامات آشوبگرانه‌اش را برشمرد ولی به او در صورت رفتن به دربار قول بخشش داد. خان احمدخان در پاسخ از نرفتن به دربار به مدت ۲۰ سال عذر خواست ولی اجابت نکرد. او دلیل غیبتش را خواسته‌های گزاف امرای قزلباش و دبیران دیوان دانست. شاه از قبل از نقش منفی او در مسموم کردن محمود و این که چندین فرستاده سلطنتی برای دستگیری غیاث‌الدین منصور که در پناه خان احمد بود دست خالی از پیش او برگشته بودند، عصبانی بود. دلیل دیگر مخالفت شاه طهماسب با او عدم پرداخت مقرری خراج به دربار شاهی و نیز دخالت او در طبرستان بود که باعث شد میرعبدالکریم مرعشی حاکم طبرستان از او به دربار شکایت کند. نزدیکی گیلان به قزوین مقر طهماسب برای او مهم بود و می‌خواست گیلان را مطیع خود ببیند. اهمیت اقتصادی تجارت ابریشم گیلان هم برای او بالا بود. امرای قزلباش برای افزودن گیلان که منطقه‌ای زرخیز بود به تیول شاهی فشار می‌آوردند اما درگیری‌های او با عثمانی و ازبکان و نیز موقعیت طبیعی دشوار گیلان او را از تصرف گیلان بازمی‌داشت. پس از پایان جنگ‌ها با عثمانی و صلح آماسیه، او مصمم به فتح گیلان شد و به لشکری عظیم متشکل از معصوم بیگ صفوی (اعتمادالدوله) از اردبیل و مغان و ارسباررود و قزل آغاج، لنگرکنان و خلخال و طارم به همراه احمد سلطان (وکیل جمشیدخان)، حاکم طالش آستارا، حاکم گسکر و کهدم و لشکریان عراق و قزوین؛ دستور داد تا به بیه‌پیش حمله کرده، خان احمدخان را دستگیر کنند. بزرگی این سپاه نشان از اهمیت تسخیر گیلان برای شاه داشت.
خان احمد سپاهش را منظم کرد و برای نبرد آماده شد ولی سپاهش تحت هدایت کیا رستم حاکم نظامی رشت شکست خورد و او متواری شد. ارتش صفوی در حالی که در جستجوی خان احمد بود، قساوت‌های بسیاری هم در گیلان مرتکب شد، یکسره اموال را غارت و تخریب کرد و مردم را کشت. در این هنگام، فرزندش سلطان به بیماری محرقه مبتلا شد و خان احمدخان به لاهیجان بازگشت، اما کارکیا حسن درگذشت. پس از چند جنگ با حملهٔ معصوم‌بیگ به لاهیجان، خان احمدخان به کوه‌های اشکور گریخت و سپهسالارانش دستگیر و به اصفهان فرستاده شدند و حکومت بیه‌پیش به امرای شاه طهماسب واگذار گردید. خان احمدخان پس از یکسال، در تنکابن دستگیر و با احترام به دربار شاه طهماسب در قزوین فرستاده شد. بدین شکل، در سال ۹۷۴ ه‍.ق حاکمیت گیلان بیه‌پیش و بیه‌پس برای اولین بار به‌طور کامل در دست نمایندگان مستقیم دولت مرکزی ایران قرار گرفت.

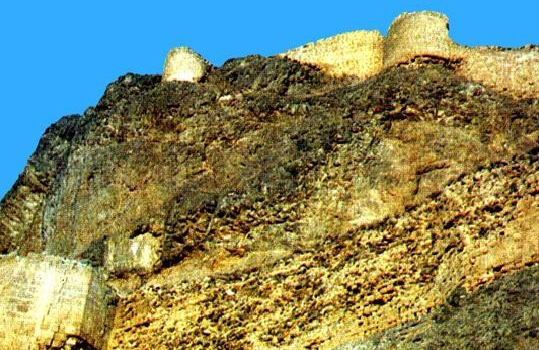
قلعهٔ قهقهه در اردبیل. احمدخان پس از سرنگونی از حکومت در این قلعه زندانی شد.

در ۹۷۵ ه‍. ق، خان احمدخان به امر شاه در قلعهٔ قهقهه در آذربایجان زندانی شد. او در وصف خود این رباعی را سرود:
| از گردش چرخ واژگون می‌گریم       |  | وز جور زمانه بین که چون می‌گریم |
| با قد خمیده چون صراحی، شب و روز |  | در قهقهه‌ام ولیک خون می‌گریم     |

شاعری درباری در پاسخ به خان احمدخان گفت:
| آن روز که کار تو همه قهقهه بود  |  | با رأی تو رأی سلطنت صدمهه بود (؟) |
| امروز در این قهقهه با گریه بساز |  | کان قهقهه را نتیجه این قهقهه بود  |

در قلعهٔ قهقهه بود که او با شاهزاده اسماعیل میرزای سنی‌مذهب، شاه اسماعیل دوم بعدی دوست شد، که در نتیجهٔ آن شاه طهماسب هراسان از شورش در قلعه، خان احمدخان را به قلعهٔ استخر در فارس فرستاد که در آنجا ده سال ماند. او در قلعهٔ استخر مرتباً برای آزادی خود به پادشاه صفوی نامه می‌نوشت. شاه بعدی، اسماعیل دوم، در دوران سلطنت یک‌ساله‌اش، دستور آزادی خان احمدخان را داده بود، ولی نتوانست آن را عملی کند، و خان احمد همچنان در زندان ماند.
پس از برکناری خان احمدخان، بیه‌پس در دورهٔ جمشیدخان که وارد فومن شده بود و بعداً با دختر شاه طهماسب ازدواج کرد از یک دوره صلح برخوردار شد. الله قلی بیگ سلطان استاجلو که خان احمد را دستگیر کرده بود به عنوان للهٔ شاهزاده محمود میرزا حکومت لاهیجان را به عنوان پاداش دریافت کرد و بقیهٔ بیه‌پیش بین دیگر امرای قزلباش تقسیم شد. حکمرانی سختگیرانهٔ امرا، که نیازهای زیاد آنان انگار به پایان نمی‌رسید، نهایتاً منجر به خیزش مردمی در ۹۷۹ ه‍. ق/ ۱۵۷۱–۱۵۷۲ م در لاهیجان شد. مردم قلعهٔ لاهیجان را در نبود الله قلی سلطان مورد حمله قرار داده و همه از جمله زنان و کودکان را کشتند و همچنین امیره ساسان حاکم گسکر را شکست دادند. قیام با کشته‌شدن رهبرش، که یک دباج بود، در نبرد با سپاه اعزامی از سوی شاه طهماسب پایان یافت.

## رسیدن دوباره به حکومت
او در ۹۸۵ ه‍. ق/ ۱۵۷۸ م، در آغاز حکومت محمد خدابنده، به وساطت خیرالنساء بیگم، همسر شاه، که خویشاوند او بود و قدرت اصلی را در دست داشت، آزاد شد و با مریم بیگم، دختر شاه طهماسب، ازدواج کرد و بار دیگر به حکومت بیه‌پیش منصوب شد. این ازدواج پایه‌های قدرت و سلطنت او را محکم‌تر کرد. حاصل این ازدواج دختری به نام یکهان بیگم بود. خان احمدخان در کل دورهٔ حکومت محمد خدابنده، به دلیل خویشاوندی با خیرالنساء بیگم، و نیز تا اوایل حکومت شاه عباس اول، به‌تدریج بر بخش‌هایی از بیه‌پس تسلط یافت و از ۹۸۵ ه‍.ق تا ۱۰۰۰ ه‍.ق حکمران مطلق بود. او دستور داد اگر کسی در دوران حبسش مال زیادی از دیوان دریافت کرده، از او پس گرفته شود و جلوی هر کسی که ممرّات مردم را تصرف کند گرفته شود و هر کسی که تخطی کند مجازات گردد. او در دورهٔ محمد خدابنده حکومتی مستقل و سلطنت گونه داشت که میزان این استقلال با افزایش خطر عثمانی و ازبکان و آشفتگی دربار صفوی بیشتر شد.
بازگشت خان احمدخان، که همچنان هدفش مبدل شدن به تنها حاکم گیلان بود، آغازی بر دوره جدیدی از نزاع‌های بیرحمانه به مدت چهارده سال بود و حاکم شیروان را هم درگیر کرد. در این هنگام گیلان از قحطی شدید رنج می‌برد. در ۹۸۷ ه‍. ق، خان احمد اندک مدتی پس از رسیدن به گیلان به بیه‌پس حمله کرد. قوای جمشیدخان همه سربازان خان احمد را تارومار کردند و از سر آن‌ها مناره ساختند. این موجب اتمام تلاش‌های مکرر او برای فتح یا اقلاً کنترل بیه‌پس نشد. در همین زمان جمشیدخان برکنار و دو ماه بعد در توطئه‌ای به طراحی سردارانش کشته شد. خشونت او هنگام تلاش برای تسلط بر بیه‌پس لطماتی بر مردم وارد آورده بود.
میرزا کامران کهدم رهبر کودتا که تلاش می‌کرد حکومت بیه‌پس را برای خود تضمین کند خزانه جمشیدخان را به عنوان هدیه به همراه نامه‌ای که جمشیدخان را متهم به پناه دادن به امیال شورش‌گرایانه می‌کرد به دربار فرستاد. او به مسئولان دربار رشوه هم داد و تقاضای فرمان سلطنتی برای انتصاب به حکومت بیه‌پس را کرد. محمد خدابنده که مشکلات بزرگتری در قلمروی خودش داشت او را به عنوان حاکم موقت بیه‌پس گمارد و به خان احمد که در صدد بازپس‌گیری کوچصفهان بود هشدار داد در امور بیه‌پس دخالت نکند. خان احمد، که از میرزا کامران بیشتر از پیشینیانش می‌هراسید، از دربار تقاضا کرد منطقه بین امرای قزلباش تقسیم شود. شاه، که به خان احمد علاقه‌مند شده بود و از قتل جمشیدخان توسط میرزا کامران متنفر بود، سلمان خان را به رشت فرستاد و بقیهٔ بیه‌پس را بین چند امیر استاجلو تقسیم کرد. در همین حین، شیرزاد ماکلوانی، که ارتش بزرگی را حول مرد جوانی (قلندر پسر به گفتهٔ اسکندر بیگ)، که به او محمودخان می‌گفت و مدعی بود پسر جمشیدخان فقید است، جمع کرده بود، با شاهزاده دروغین به رشت وارد شد ولی پس از این که دریافت سلمان خان در راس ارتشی رهسپار گیلان است وفاداریش را به خان احمدخان اعلام کرد. درست در خارج رشت کشمکشی درگرفت که در آن شیرزاد اسیر و چند روز بعد کشته شد. امرای قزلباش که فاتحانه وارد رشت شدند وقتی خود را بین جمعیتی بسیار متخاصم که آنان و سربازانشان را شب و روز مورد آزار قرار می‌دادند کاملاً جدا و بی ارتباط با مردم یافتند، پریشان و بی سامان به قزوین برگشتند. آنان ابراهیم خان، پسر جوان‌تر جمشیدخان را با خود بردند و رشت را به محمدامین‌خان برادر بزرگش سپردند. مدتی بیه‌پس توانست از از یک دوره مختصر صلح برخوردار شود تا این که علی بیگ خان فومن، پسر وکیل سابق جمشیدخان از قزوین برای تصاحب قدرت به عنوان امین محمد امین خان بازگشت. نزاع‌ها دوباره با شرکت قوای گسکر و تالش بالا گرفت و برای مدتی بیه‌پس بین دو مرکز رشت و فومن تقسیم شد (به ترتیب تحت نفوذ محمد امین و ابراهیم خان). پس از آن که منازعات نهایتاً تمام شد ابراهیم خان حکمران صوری و وکیلش علی بیگ حاکم واقعی بیه‌پس بودند در حالی که محمد امین خان که توسط خان احمد ربوده شده و برای مدت کوتاهی تحت حفاظتش حاکم رشت بود، در لشت نشا تحت حفاظت خان احمد پناهنده بود. خان احمد خان محمد امین خان را به حکومت رشت و ابراهیم خان را به حکومت فومن منصوب کرد.
در ۹۹۵ ه‍. ق، ابوطالب میرزا در نامه‌ای به خان احمد ضمن اعلام ولی عهد شدن خود ترویج شیعه را اساس کار حکومت خود دانست و از او خواست امنیت رعایای گیلان را تأمین کند و هر کسی که شراب بنوشد به شدیدترین شکل مجازات شود (البته خان احمدخان خود نیز باده گساری می‌کرد). این نامه نشان‌دهندهٔ روابط خوب دربار صفوی با گیلان در آن زمان بود.

## سقوط از قدرت
سیاست شاه عباس برای ایجاد حکومت مرکزی قدرتمند برای همهٔ ایران، با اندیشه‌های خان احمدخان که خواهان استقلال حکومت گیلان بود، همخوانی نداشت و زمینه اختلاف میان او و دربار صفوی را ایجاد کرد. علاوه بر این، انحصار تجارت ابریشم در گیلان و موقعیت جغرافیایی آن به عنوان یکی از معدود راه‌ها به اروپا منجر شد شاه منتظر فرصت مناسب برای مقهور کردن خان احمد باشد که با خواهر شاه ازدواج کرده بود.

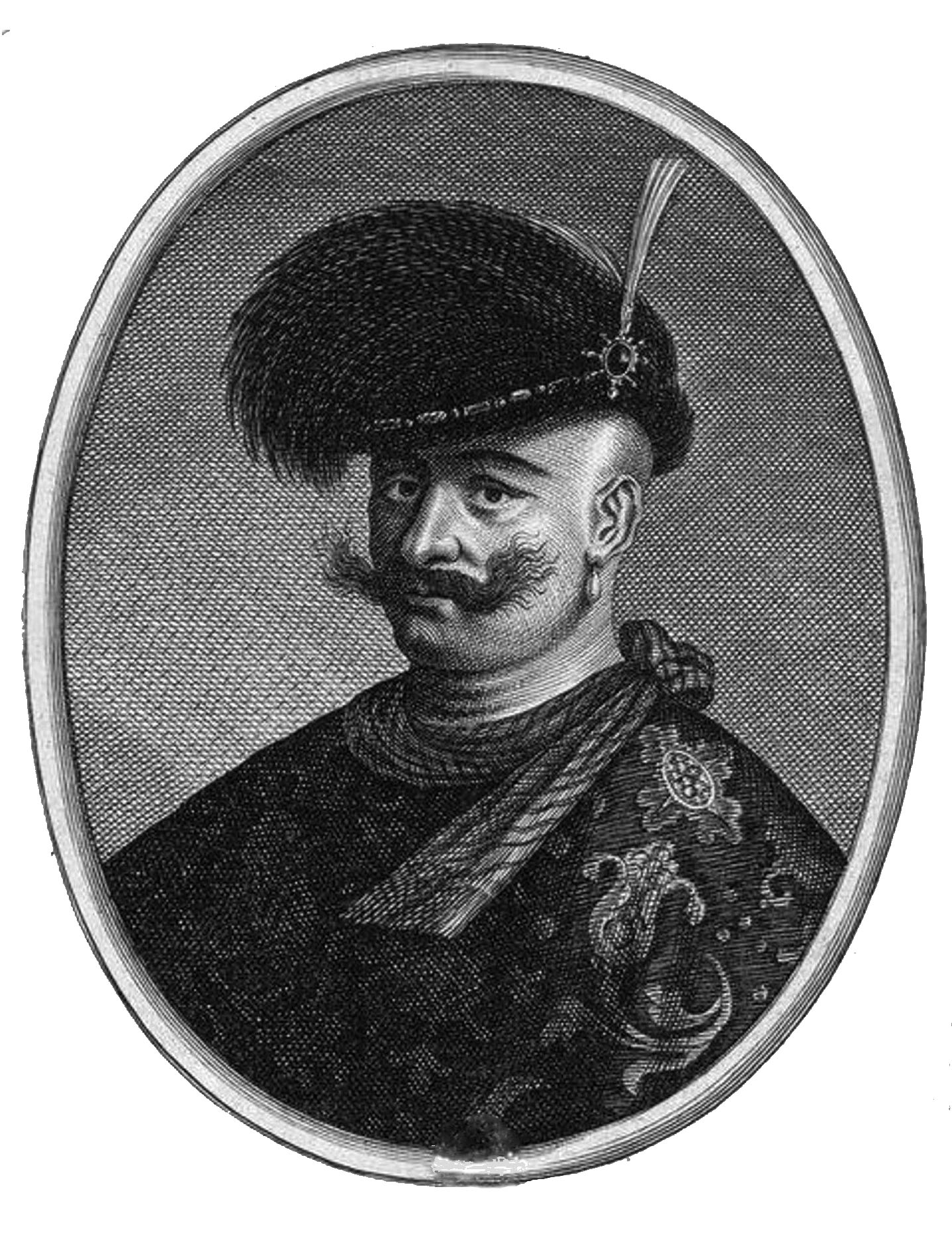
شاه عباس اول

شروع تیرگی روابط آن دو با پذیرش وزیر معزول خان احمد در دربار صفوی و عدم پرداخت مقرری به دربار همراه بود. شکاف در بیه پس موقعیت را برای شاه عباس فراهم کرد تا هر دو بخش گیلان را ضمیمه کند.
در ۹۹۸ ه‍. ق، یکی از سرداران شاه عباس به نام محمد شریف خان چاووشلو (که از استاجلوها بود)، از ترس خشم شاه به گیلان پناه برد. شاه عباس از خان احمدخان خواست تا آنان را به دربار بفرستد، اما خان اطاعت نکرد و در عوض ۱۵۰ تومان پول نقد فرستاد که خشم شاه عباس را برانگیخت و فرصت مناسب را برای او فراهم آورد. مشغولیت قبلی شاه عباس با عثمانی و ازبکان در آن زمان موقتاً او را از برکنار کردن خان احمد بازداشت. عثمانیها که آذربایجان و بخش بزرگی از ساحل غربی دریای خزر را در کنترل داشتند، ناوگان بزرگی در آنجا سازمان داده بودند که به آن‌ها امکان برقراری یک خط ارتباطی مستقیم با خان احمد و حاکم ازبک بخارا را که به اشغال خراسان تشویقش می‌کردند، می‌داد. خان احمد هنگام رد پیشنهاد شاه عباس برای یک اتحاد جدید مبتنی بر ازدواج نمی‌توانسته بی‌خبر از حضور عثمانی در آن نزدیکی بوده باشد. پس از این که سلطان عثمانی که با جنگی با هابسبورگها مواجه بود پیمان صلحی با شاه عباس منعقد کرد (خان احمد از شاه بابت این پیمان در نامه‌ای که به او فرستاد انتقاد کرد) این وضعیت پایدار نماند ولی آذربایجان همچنان در دست عثمانیان بود و ازبکان به خراسان یورش می‌بردند.

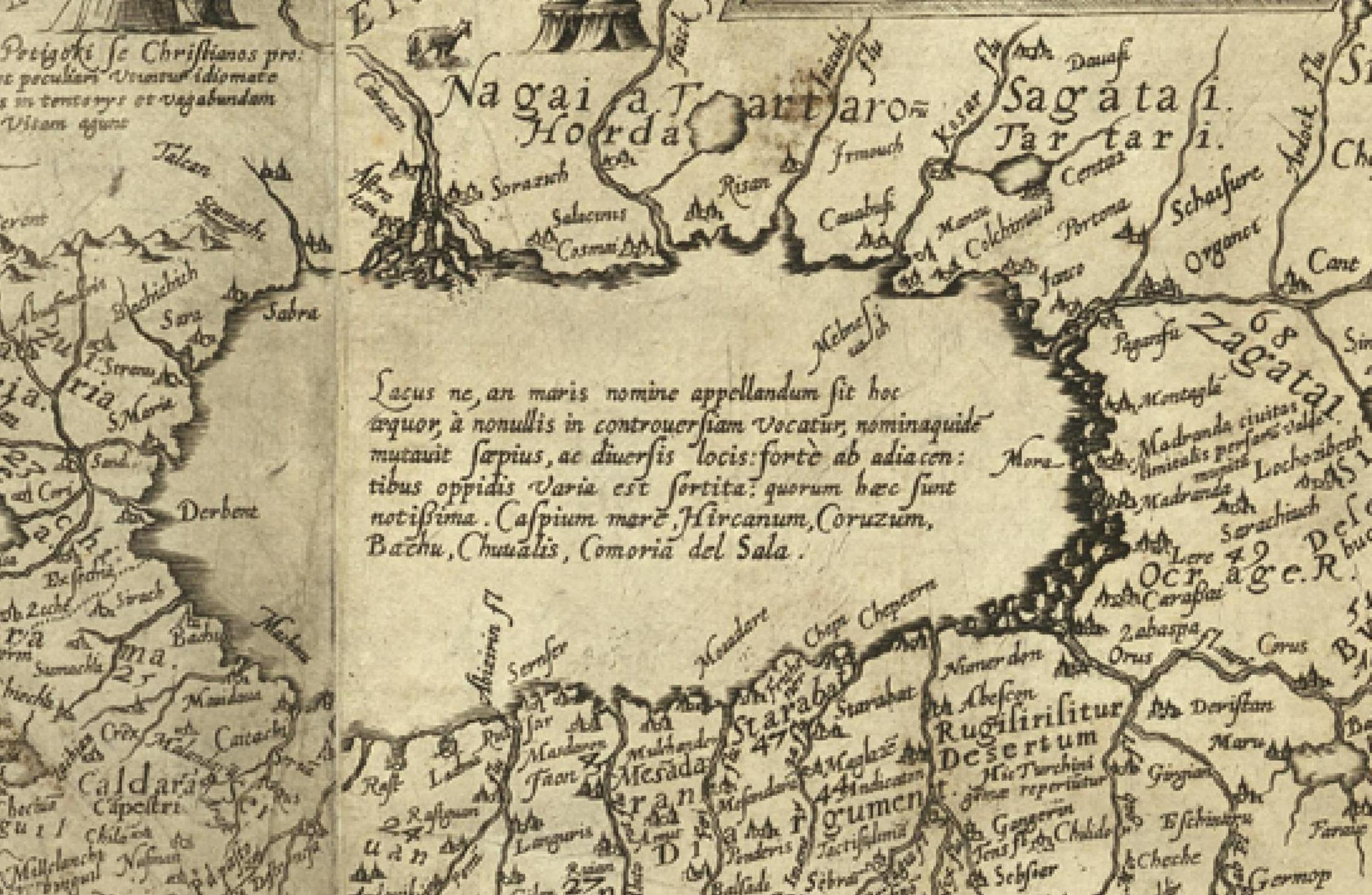
نقشهٔ گیلان، ۱۵۹۰ م، دو سال پیش از سقوط خان احمدخان

در ۹۹۹ ه‍. ق/۱۵۹۰–۱۵۹۱ م، شاه عباس پیشنهاد جدیدی برای اتحاد مبتنی بر ازدواج با خواستگاری از دختر جوان او برای پسرش صفی میرزا ارائه کرد که خان احمد ردش کرد. پاسخ منفی خان احمدخان به خواستگاری از دختر خردسالش برای صفی میرزا، سبب رنجش شاه شد. با این حال، خان احمد در برابر فشار دربار، امرای ایل شاملو را تحویل داد و راضی به عقد دخترش شد، اما خواست شاه عباس را برای رفتن به دربار صفوی نادیده گرفت.
خان احمدخان که اوضاع را نامناسب یافت، در سال ۱۰۰۰ ه‍.ق سلطان عثمانی را به حمله به ایران تشویق کرد و آمادگی خود را برای تسلیم گیلان به نیروهای عثمانی اعلام داشت. به نوشتهٔ منجم یزدی، او پیشنهاد کرد «از گیلان لشکر به سوی قزوین ببرند و آذوقهٔ یک ساله لشکر همراه آن باشد.» این درخواست زمانی بود که میان شاه عباس و باب عالی صلح برقرار شده بود و سلطان عثمانی نه فقط درخواست خان احمدخان را نپذیرفت، بلکه شاه را در جریان این اخبار قرار داد. خان احمد، وزیرش خواجه حسام الدین لنگرودی را برای عقد معاهدهٔ سیاسی و سازماندهی یک حملهٔ مشترک هم‌زمان علیه خود به دربار عثمانی فرستاد. شاه عباس پس از مطلع‌شدن از خان احمد پرس‌وجو کرد، ولی او گفت خواجه حسام به مکه رفته‌است؛ ولی شاه موضوع را از طریق سفیر خود در استانبول متوجه شد و تصمیم گرفت کار بندهٔ سابقش را یک بار و برای همیشه یکسره کند. خان احمد به مراد سوم عثمانی شکایت کرد و سلطان در نامه‌ای از شاه عباس خواست حکومت گیلان را به خان احمد واگذارد. خان احمد نومیدانه، سفیری نزد تزار ایووانویچ روسیه گسیل داشت و تقاضای حفاظت کرد، ولی پاسخ تزار نتوانست به موقع برسد و فرهادخان قهرمانلو فرمانده سپاه آذربایجان دستور یافت گیلان را فتح کند. فرهادخان از راه گسکر و آستارا وارد گیلان شد و به پشتیبانی قوای طوالش، گسکر و بیه‌پس در ۵ شوال ۱۰۰۰ ه‍.ق (۱۵ ژوئیهٔ ۱۵۹۲ م) قوای خان احمد را تارومار کرد. سپاه صفوی در نمایش معمول بی‌رحمیش زیاده‌روی کرد. بنا به روایت شاهد عینی، اروج بیگ بیات، حدود ۱۰٬۰۰۰ نفر که نیمی از آنان زنان و کودکان بودند در یک شهر قتل‌عام شدند و همسر حاکم شهر زنده‌زنده سوزانده شد.
از مکتوب شاه عباس چنین بر می‌آید که وی در صورت ندامت خان احمد درصدد بخشش و ابقای او در حکومت بیه‌پیش بود. به اعتقاد ثواقب، خان احمد قدرت صفویه را نتیجهٔ تربیت و مجاهدت تبار خود می‌دانست؛ زین رو حاضر نبود به شیوهٔ معمول آن زمان مطیع و آستان بوس باشد و روح سرکش او در پی نام‌آوری خود با حکومت مستقل بر گیلان بود. او که آشکارا رفتار شاه عباس را با امیران خائن که به او روی آورده بودند به یاد می‌آورد و احتمال شکست را هم می‌داد، خانواده‌اش را رها کرد و به‌همراه محمد امین با کشتی از رودسر به شیروان گریخت.
چند روز بعد، شاه عباس وارد لاهیجان شد و کاخ خان احمد را کاملاً تخریب کرد، عفو عمومی اعلام کرد و مهدیقلی خان شاملو و علی بیگ را به عنوان فرمانداران بیه‌پیش و بیه‌پس منصوب کرد. خواجه مسیح وزیر معزول خان احمد که به دربار گریخته بود و بنا به گفته فومنی، آمر و مشوق اصلی اشغال گیلان بود، با عنوان ریش سفید بیه‌پیش پاداش داده شد. در لشکرکشی بزرگ شاه عباس، بیشتر سلسله‌های محلی ایالات جنوب خزر سرنگون شدند. او آداب و رسوم بی‌سابقه (امور مبدعه: یعنی محروم کردن دختران از حق ارثشان) و همچنین مالیات‌های مرسوم و ناعادلانه مثل مالیات بر ازدواج و مرگ را که به‌طور سنتی از سوی حکام محلی جمع‌آوری می‌شد را منع کرد. (این مالیات‌ها باید پس از برکناری میرزا علی که آن‌ها را پس از به قدرت رسیدن لغو کرده بود، دوباره برقرار شده باشند). یک سال بعد، شاه عباس، مهدیقلی خان را پس از شنیدن شکایت از حکومتداری او برکنار کرد و دستور داد هر مالیات غیرعادلانه اعمال شده توسط خان احمد یا کسان پس از او لغو شود. از جمله دیگر عوامل لشکرکشی شاه عباس، تولید ابریشم در آن بود که مهمترین کالای صادراتی در عصر صفوی بود و به چنگ آوردن این صنعت از اهداف آن بوده‌است.
همسر و دختر صفوی خان احمد به مقر سلطنتی برده شده و همچون شاهزادگان صفوی با آنان رفتار شد. در ۱۶۰۲ م شاه عباس در میانهٔ اشغال مجدد خراسان به دست ازبکان، با یاکهان بیگم، دختر خان احمدخان که برای پسرش صفی میرزا خواستگاری کرده بود و با مخالفت خان احمد مواجه شده بود ازدواج کرد.

## پناه به عثمانی و مرگ
خان احمد پس از ورود به شروان خواجه حسام‌الدین لنگرودی وزیر خود را با هدایای فراوان به سوی سلطان مراد سوم عثمانی روانه کرد و از او کمک خواست و سپس خود نیز به امید استفاده از دربار عثمانی برای بازپس‌گیری قلمروش به استانبول گریخت. محمد امین خان در این مسیر درگذشت. او سعی داشت با استفاده از اختلافات سیاسی و مذهبی دولت‌های ایران و عثمانی، به هدف خود، یعنی حکمرانی مستقل بر گیلان برسد. او به دربار جلال الدین اکبر پادشاه مغول هند هم شکایت کرد و سعی کرد از نفوذ او استفاده کرده از خشم شاه عباس رهایی یابد.
پس از فرار خان احمد، شاه عباس حکومت گیلان را به سردارانی که باعث شکست او شده بودند واگذار کرد. در ۱۰۰۲ ه‍. ق، بوسعید نامی از سران گیلان به همراه طالشه کولی، سپهسالار لاهیجان و گروهی از سرداران بیه‌پیش و بیه‌پس تصمیم گرفتند حکام و قشون قزلباش را از گیلان اخراج کنند. آنان در شهر لاهیجان دولتی مستقل ایجاد کردند و سه فرستاده نزد احمدخان به استانبول فرستادند تا به کشور برگردد. به نظر ثواقب، از جمله عوامل مؤثر در این قیام، سختگیری‌های مأموران شاه عباس در گیلان، روحیهٔ رام نشدنی و شجاع گیل‌ها و تلاش حکام محلی برای بازیابی قدرت از دست رفتهٔ خود بود. شاه عباس بار دیگر فرهادخان قهرمانلو را به گیلان فرستاد که در کوتاه مدتی لاهیجان را تصرف کرد و دولت تازه‌تأسیس گیلان را برهم زد. طالشه کولی و بوسعید که به جنگل‌ها فرار کرده بودند کشته شدند.
خان احمدخان در ۱۰۰۳ ه‍. ق، پس از مرگ سلطان مراد سوم، از استانبول به بغداد رفت، تا زمان مرگ در دربار عثمانی زندگی کرد و در سال ۱۰۰۵ ه‍. ق/ ۱۵۹۶–۱۵۹۷ م در آنجا درگذشت و در نجف به خاک سپرده شد.
صفویان تا پیش از ۱۵۹۵–۱۵۹۶ م نتوانستند کنترل کامل گیلان را در دست بگیرند. شاه عباس در ۱۵۹۷ م احساس کرد فرهادخان زیادی قدرتمند شده و او را اعدام کرد. یک سال بعد، گیلان در زمرهٔ اراضی خاصه درآمد؛ یعنی غلامان به عنوان وزیر آن منصوب شده، یک‌سوم درآمد آن مستقیماً به خزانهٔ شاهی واریز می‌شد. در این دوران فشار بار مالیات‌ها بر مردم گیلان بیشتر از دیگر جاها بود و شاه، ابریشم این ناحیه را که از بهترین مناطق ابریشم خیز بود به بهایی ناچیز از مردم دریافت می‌کرد.

## حکمرانی
خان احمد را سیاستمداری جاه طلب، زیرک، حادثه آفرین، انتقام‌جو، عیاش، خوش گذران و شاعری چیره‌دست و علاقه‌مند به موسیقی تصویر کرده‌اند. او شیعهٔ‌عشری بود و درباری خسروانه داشت که همیشه عدهٔ زیادی از موسیقیدانان، ستاره‌شناسان، شعرا و حکما در آن جمع بودند و برای جلب رضایت آنان و اشاعهٔ هنر هزینه‌های زیادی خرج می‌شد. او در ریاضی و حکمت مهارت داشت. او به شاه خراج نمی‌داد.

### سیاست مذهبی
بسیاری از منابع عصر صفوی و محققان، او را معتقد به شیعهٔ اثنی‌عشری و متعصب به آن می‌دانند. گیلانیان از طریق سادات علوی زیدی با اسلام آشنا شدند و بیشتر مردم بیه‌پیش به زیدیه جارودی گرایش داشتند. خاندان آل کیا به کمک سادات مرعشی طبرستان و با استفاده از ماهیت مذهب زیدی قدرت را در دست گرفت. با به قدرت رسیدن صفویان، اوضاع مذهبی ایران به نفع شیعهٔ امامی عوض شد. صفویه موفق شد با استفاده از اقدامات نظامی و تبلیغات مذهبی در دورهٔ شاه اسماعیل اول و شاه طهماسب اول بیشتر سرزمین‌های سنی‌نشین ایران را شیعه کند اما گیلان تا سال ۹۳۲ ه‍.ق همچنان شیعهٔ زیدی مانده بود. به دلیل آنکه صفویان در مرزهای غربی و شرقی تهدیدات مهمتری داشتند، گیلان و حکومت‌های محلی آن برای حکومت صفوی تهدیدی محسوب نمی‌شد؛ ولی پس از تثبیت قدرت صفویان در ایران، آل کیای زیدی رقیبی برای صفویه محسوب شدند. صفویه از این که پیش از آن‌ها ده‌ها مؤلف، شاعر و دانشمند در حکومت کیایی، صدها مجلد کتاب و هزارها بیت شعر برای تشیع در قرون نهم و دهم هجری نوشته و سروده بودند و این باعث نفوذ معنوی این خاندان بود، بیمناک بودند.
خاندان آل کیا از ۹۳۳ ه‍.ق در دوران کارکیا خان احمد اول، پدربزرگ خان احمدخان دوم، به شیعهٔ امامی اثنی‌عشری گرایش یافتند. او به دلیل تعصب امامی شاه طهماسب، ندادن بهانهٔ زیدی بودن به او برای حمله به گیلان و برای دوستی و اتحاد بیشتر با صفویان امامیه را رسمی کرد. از آن پس حاکمان کیایی با تعصب به تبلیغ تشیع امامی پرداختند. به نظر می‌رسد خان احمدخان از سایر امرای کیایی در تبلیغ تشیع متعصب‌تر بود. میر جلیل قاری گوکه‌ای از روحانیان بانفوذ غرب لاهیجان در نامه‌ای از او می‌خواهد از آزار زیدیه و علمای آنان دست بردارد، ولی خان احمد در جواب زیدیه را سگ سیرت و کافر دانسته، لعنشان می‌کند و کشتنشان را مباح می‌داند و آنان را به خوارج تشبیه می‌کند و می‌گوید:
| تسبیح خارجی که نه در ذکرِ حیدر است |  | در گردن سگان جهنم طناب کن |

او در این نامه می‌گوید: «... آن سعادت پناه بدانند که مرا با زیدیه بدی هست به واسطهٔ آنکه نه امام معصوم ما بر اصول ایشان در امامت که خروج به سیف است از امامت بیرون می‌برند و لعنت بر این مذهب روا باشد که ناصرالحق و بعد از او ابوالحسن (مؤید الله)... و امثال او… امام باشند.» او در قصیده‌ای ۶۸ بیتی به شاه طهماسب خود را غلام علی و دشمن اهل سنت می‌خواند تا بهانهٔ مذهبی را از دست او بگیرد.
به نظر می‌رسد پس از گرویدن سلطان احمد اول به تشیع، همهٔ خاندان او به این آیین نگرویدند و در زمان خان احمد دوم دوباره کیش مردم عوض شد و مردم به تشیع گرویدند. رابینو علت تغییر مذهب خان احمدخان را فشار مذهبی شاه صفوی می‌داند؛ با این وجود، خان احمدخان برای اثبات تمایل قلبی‌اش به تشیع، نقش نگین خود را با این سرودهٔ خود تزیین کرده بود:
| تا شد سعادت ابدی راهبر مرا |  | شد رهنمون به مذهب اثنی‌عشر مرا |

او به علمای دینی منطقهٔ خود احترام می‌گذاشت و با القابی چون «خاتم‌المجتهدین علوم بی‌انتها» از آنان یاد می‌کرد. او سعی کرد بر نهادهای دینی نظارت بیشتری داشته باشد و برای دو نفر حکم شیخ الاسلامی صادر کرد که خود نشان دهندهٔ قدرت بالای اوست زیرا حکام محلی چنین نمی‌کردند. ممکن است این برای پیشگیری از قدرت‌گیری مجدد زیدیه بوده باشد که مدت‌ها جایگاه والایی در منطقه داشتند.
تحقیقی که در سال ۱۳۹۰ ه‍.ش منتشر شد، تشیع و تعصب او را بیشتر سیاسی و فرصت‌طلبانه می‌داند تا مذهبی، زیرا شواهدی وجود دارد که او چندان به شرع پایبند نبود. از جمله او به موسیقی و مجلس شادی و طرب علاقه‌مند بود و وقت زیادی صرف مجالس بذل و آواز و عیش و نوش می‌کرد. او منطقهٔ تولم را به دلیل علاقهٔ بسیار به استاد زیتون چهارتاری، نوازندهٔ شهیر عود و کمانچه، به او بخشید. شاه طهماسب هنگام حمله به گیلان در نامه‌ای از او انتقاد می‌کند که چرا همهٔ مخارج منطقه را صرف «کوبنده و سازنده و معرکه‌گیر و کشتی‌گیر و زورگر و رقاص و قلندر و شمشیرباز و خروس‌باز و قوچ‌باز و حقه‌باز و شعبده‌باز و گاوباز و گرگ‌باز و شاطران و مطربان و قصه‌خوان و خیره مسخره و ملحدان بی‌ایمان» می‌کند. او که در نامه‌ای به شاه عباس از فرستادن حمزه میرزای ولی‌عهد به عثمانی به عنوان گروگان انتقاد کرده بود و عثمانی را به علت تسنن دشمن می‌دانست، در پی اشغال گیلان به عثمانی پناه برد و در پناه سلطان سنی زیست و گرچه در کربلا دست به اقدامات عمرانی زد، از عثمانی و مفتیان سنی‌اش برای بازگشت به قدرت در گیلان یاری طلبید. به عقیدهٔ این پژوهش، او گمان می‌کرد تعصب نشان‌دادن به تشیع باعث جلوگیری از حملهٔ صفویان به گیلان می‌شود که چنین نشد.

### هنرپروری
خان احمدخان ادیب، شاعر و هنرپرور، و دربار او مکانی امن برای هنرمندان و ادبا بود. خیرات خان سفیر حاکم گلکنده در دربار صفوی در هنگام حضور در اصفهان در ۱۰۴۰ ه‍.ق یک نسخهٔ بسیار نفیس شاهنامهٔ شیراز را از دختر خان احمدخان و همسر شاه عباس فقید به بهای ۵۴ تومان خریداری کرد. ممکن است خان احمد یا دخترش شاهنامهٔ شیراز ۱۵۸۹–۱۵۹۰ م را به دست آورده باشند اما فقدان نامشان در انجامه‌ی آن تأیید می‌کند که پس از اتمام نگارشش خریده شده‌است. این شاهنامه هم‌اکنون در دانشگاه پرینستون نگهداری می‌شود. بنا بر مجمع الخواص صادقی بیگ او شخصاً حامی هنر بود که تا حدی حائز اهمیت است. صادقی بیگ از حضور سه شاعر و یک مورخ در دربار او یاد می‌کند و خود او هم ممکن است در آنجا حضور می‌داشته. اسکندر منشی هم از یک خطاط، یک پزشک، و یک موسیقیدان که همه قبلتر در خدمت سلطنتی بوده‌اند یاد می‌کند که بعداً به خدمت احمدخان درآمده‌اند. یک نقاشی اژدها در یک مجموعهٔ شخصی هم به نام او کشیده شده‌است. بر آن نوشته شده «انجام شده توسط این خادم خاضع دربار بهشت جناب خان احمد حسینی، میر سید محمد نقاش.»
شاه طهماسب تنها شاهی بود که همهٔ موسیقیدانان را از دربار اخراج کرد ولی خان احمدخان با سرپیچی از دستور او به حمایت از موسیقیدانان پرداخت و کسانی که از دربار اخراج شده بودند را به ملازمت خود انتخاب کرد
سنت موسیقایی دربار خان احمد در لاهیجان با مکتب هرات رابطه‌ای بس نزدیک داشته‌است و شواهد موجود نشان‌دهندهٔ متداول بودن اجرای فرم موسیقی پیشرو در این دربار است. به گفتهٔ درویش علی چنگی، خان احمد گیلانی و موسیقی‌دان تراز اول دربار او، استاد زیتون چهارتاری (که بعداً در زندان شاه طهماسب درگذشت)، هر دو مهارت زیادی در پیشرو داشته‌اند. در وصف استاد گفته‌اند که نوای سازش، «بلبل بوستان را مسحور می‌کرد و گوشهٔ سازش می‌نشاند.» استاد محمد مؤمن عودی و  قلی بیگ عودی از عودنوازان برجسته شخصاً به خدمت دربار خان احمد خان آمدند.
مولانا عبدالرزاق گیلانی، که از دانشمندان به نام گیلان بود، مدت‌ها صدارت او را بر عهده داشت، ولی به دست شاه طهماسب زندانی شد و در حبس درگذشت.

### شعر
درگاه خان احمد یکی از بزرگترین محل‌های اجتماع شعرای پارسی‌گو در ایران بود. ذبیح‌الله صفا در خصوص او می‌نویسد
بهر حال گیلان در دورهٔ شکوه و جلالِ خان‌احمد، از مرکزهای اجتماع شاعران و ادیبان و عالمان بود، لیکن چون او دو بار مقید و محبوس گردید، آن اجتماع ارزشمند دوبار دستخوش تفرقه شد و بعضی از آنان که در این جمع بودند ناگزیر به هندوستان پناه بردند.
از جملهٔ آنان محمدحسین فغفور لاهیجی، شاعر و موسیقیدان، حیاتی گیلانی و طالب لاهیجی بودند.
خان احمدخان شاعری چیره‌دست بود که به فارسی و گیلکی شعرهایی از او بر جای مانده‌است. به نظر می‌رسد او در دورهٔ خود ادیب‌الممالک بوده‌است. او احمد تخلص می‌کرد.
نمونهٔ شعر گیلکی خان احمدخان، که ناتوانی او در گیلکی‌سرایی در آن مشهود است:

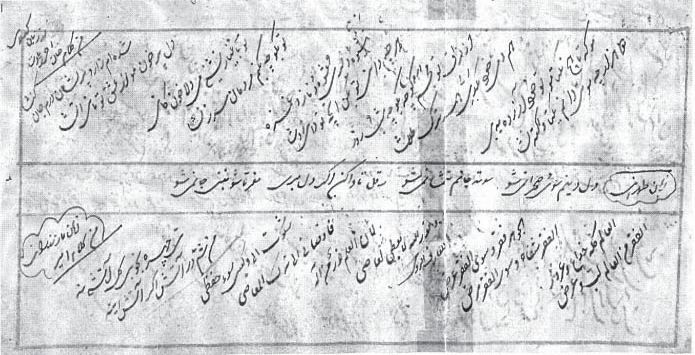
برگی از نسخهٔ خطی اشعار گیلکی خان احمدخان، نگهداری‌شده در آرشیو کتابخانهٔ مرکزی دانشگاه تهران

| شده‌ام زار و پریشان دَرَم جان کَنَشا           |  | دل پُر خون مو از عشق تو مانی آتشا     |
| تو باَغیار نشینی می دِلا خون کُانی           |  | تو بگو چه بَکُنَم مردمانَ سَرزَنَشا         |
| شیوه دلبری و عشوه و ناز و غمزه            |  | هرچه دُانی توبَکُن آنچه تو ذاتی رَوَشا    |
| از فراق تو مُجَم [مَجَم] کوچه بکوچه شب و روز  |  | همدَمی خود بَگُدی همسر تُرک طالَشا        |
| موکه تا [تَ] هیچ نَگُتامو تو خود آزرده یَه بی |  | دو هزار چه موتی دانم یَکتا و اگُتَه نَشا |

ترجمهٔ فارسی:
| شده‌ام زار و پریشان دارم جان می‌کَنَم           |  | دل پرخون من از عشق تو مانند آتش شده                                |
| تو با اغیار نشینی دلم را خون می‌کُنی          |  | تو بگو من چه کنم سرزنش مردمان را                                   |
| شیوه دلبری و عشوه و ناز و غمزه              |  | هرچه دانی تو بکن آن روش که تو می‌دانی                               |
| از فراق تو کوچه به کوچه شب و روز گردش می‌کنم |  | همدمی خود کردی همسر ترک و تالش را                                  |
| من که به تو هیچ نگفته بودم تو خود آزرده شدی |  | دو هزار چیز من از تو می‌دانم (ولی) یکی از آن‌ها را بازگو نمی‌شود کرد. |

## در ادبیات
محمدعلی صفاری در رمانی تاریخی به نام خان گیلان که نگارش آن را در بهمن ۱۳۱۰ ه‍.ش به پایان برده، به زندگی خان احمدخان پرداخته‌است. موضوع این رمان آخرین روزهای زندگی خان احمد در لاهیجان در زمانیست که فهمید شاه عباس در شرف حمله است و او توانایی مقاومت در برابر قوای شاه را ندارد. تاریخ گیلان و دیگر متون تاریخی صفوی الهام بخش صفاری در این اثر بوده‌اند. بر اساس این رمان، عبادالله رنجبر بازیگر و کارگردان تئاتر گیلان، در سال ۱۳۱۱ ه‍.ش نمایشنامه‌ای در پنج پرده نگاشته‌است. او در نگارش این اثر تحت تأثیر جوّ ناسیونالیستی و باستان‌گرای دورهٔ رضا شاه است این نمایشنامهٔ هرگز اجرانشده سند مهمی برای شناخت نمایشنامه‌نویسی دههٔ دوم ۱۳۰۰ ه‍.ش در گیلان و ایران است.
فریدون نوزاد نمایشنامهٔ بعد از نومیدی را در خصوص جنگ اول خان احمد با شاه طهماسب نوشته‌است.

## شجره‌نامه
|             |             |             |             |                |                |                |                |                |                |                       |               |               |               |               |               | امیر کیای ملاطی |               |              |              |              |              |                  |                  |                  |                  |                  |                  |            |            |            |            |            |            |  |  |  |  |  |  |  |  |  |  |  |  |  |  |  |  |  |  |
|             |             |             |             |                |                |                |                |                |                |                       |               |               |               |               |               |                 |               |              |              |              |              |                  |                  |                  |                  |                  |                  |            |            |            |            |            |            |  |  |  |  |  |  |  |  |  |  |  |  |  |  |  |  |  |  |
|             |             |             |             |                |                |                |                |                |                |                       |               |               |               |               |               |                 |               |              |              |              |              |                  |                  |                  |                  |                  |                  |            |            |            |            |            |            |  |  |  |  |  |  |  |  |  |  |  |  |  |  |  |  |  |  |
|             |             | سید علی کیا | سید علی کیا | سید علی کیا    | سید علی کیا    | سید علی کیا    | سید علی کیا    |                |                |                       |               |               |               | هادی کیا      | هادی کیا      | هادی کیا        | هادی کیا      | هادی کیا     | هادی کیا     |              |              | سید مهدی کیا     | سید مهدی کیا     | سید مهدی کیا     | سید مهدی کیا     | سید مهدی کیا     | سید مهدی کیا     |            |            |            |            |            |            |  |  |  |  |  |  |  |  |  |  |  |  |  |  |  |  |  |  |
|             |             | سید علی کیا | سید علی کیا | سید علی کیا    | سید علی کیا    | سید علی کیا    | سید علی کیا    |                |                |                       |               |               |               | هادی کیا      | هادی کیا      | هادی کیا        | هادی کیا      | هادی کیا     | هادی کیا     |              |              | سید مهدی کیا     | سید مهدی کیا     | سید مهدی کیا     | سید مهدی کیا     | سید مهدی کیا     | سید مهدی کیا     |            |            |            |            |            |            |  |  |  |  |  |  |  |  |  |  |  |  |  |  |  |  |  |  |
|             |             |             |             |                |                |                |                |                |                |                       |               |               |               |               |               |                 |               |              |              |              |              |                  |                  |                  |                  |                  |                  |            |            |            |            |            |            |  |  |  |  |  |  |  |  |  |  |  |  |  |  |  |  |  |  |
| سید رضی کیا | سید رضی کیا | سید رضی کیا | سید رضی کیا | سید رضی کیا    | سید رضی کیا    |                |                |                |                |                       |               | سید حسین کیا  | سید حسین کیا  | سید حسین کیا  | سید حسین کیا  | سید حسین کیا    | سید حسین کیا  |              |              |              |              | میر سید محمد کیا | میر سید محمد کیا | میر سید محمد کیا | میر سید محمد کیا | میر سید محمد کیا | میر سید محمد کیا |            |            |            |            |            |            |  |  |  |  |  |  |  |  |  |  |  |  |  |  |  |  |  |  |
| سید رضی کیا | سید رضی کیا | سید رضی کیا | سید رضی کیا | سید رضی کیا    | سید رضی کیا    |                |                |                |                |                       |               | سید حسین کیا  | سید حسین کیا  | سید حسین کیا  | سید حسین کیا  | سید حسین کیا    | سید حسین کیا  |              |              |              |              | میر سید محمد کیا | میر سید محمد کیا | میر سید محمد کیا | میر سید محمد کیا | میر سید محمد کیا | میر سید محمد کیا |            |            |            |            |            |            |  |  |  |  |  |  |  |  |  |  |  |  |  |  |  |  |  |  |
|             |             |             |             |                |                |                |                |                |                |                       |               |               |               |               |               |                 |               |              |              |              |              |                  |                  |                  |                  |                  |                  |            |            |            |            |            |            |  |  |  |  |  |  |  |  |  |  |  |  |  |  |  |  |  |  |
|             |             |             |             |                |                |                |                |                |                |                       |               |               |               |               |               | سید ناصر کیا    | سید ناصر کیا  | سید ناصر کیا | سید ناصر کیا | سید ناصر کیا | سید ناصر کیا |                  |                  |                  |                  |                  |                  | احمد       | احمد       | احمد       | احمد       | احمد       | احمد       |  |  |  |  |  |  |  |  |  |  |  |  |  |  |  |  |  |  |
|             |             |             |             |                |                |                |                |                |                |                       |               |               |               |               |               | سید ناصر کیا    | سید ناصر کیا  | سید ناصر کیا | سید ناصر کیا | سید ناصر کیا | سید ناصر کیا |                  |                  |                  |                  |                  |                  | احمد       | احمد       | احمد       | احمد       | احمد       | احمد       |  |  |  |  |  |  |  |  |  |  |  |  |  |  |  |  |  |  |
|             |             |             |             |                |                |                |                |                |                |                       |               |               |               |               |               | سلطان محمد      |               |              |              |              |              |                  |                  |                  |                  |                  |                  |            |            |            |            |            |            |  |  |  |  |  |  |  |  |  |  |  |  |  |  |  |  |  |  |
|             |             |             |             |                |                |                |                |                |                |                       |               |               |               |               |               |                 |               |              |              |              |              |                  |                  |                  |                  |                  |                  |            |            |            |            |            |            |  |  |  |  |  |  |  |  |  |  |  |  |  |  |  |  |  |  |
|             |             |             |             |                |                |                |                |                |                |                       |               |               |               |               |               |                 |               |              |              |              |              |                  |                  |                  |                  |                  |                  |            |            |            |            |            |            |  |  |  |  |  |  |  |  |  |  |  |  |  |  |  |  |  |  |
|             |             |             |             |                |                |                |                |                |                | سلطان حسن اول         | سلطان حسن اول | سلطان حسن اول | سلطان حسن اول | سلطان حسن اول | سلطان حسن اول |                 |               |              |              |              |              | میرزا علی کیا    | میرزا علی کیا    | میرزا علی کیا    | میرزا علی کیا    | میرزا علی کیا    | میرزا علی کیا    |            |            |            |            |            |            |  |  |  |  |  |  |  |  |  |  |  |  |  |  |  |  |  |  |
|             |             |             |             |                |                |                |                |                |                | سلطان حسن اول         | سلطان حسن اول | سلطان حسن اول | سلطان حسن اول | سلطان حسن اول | سلطان حسن اول |                 |               |              |              |              |              | میرزا علی کیا    | میرزا علی کیا    | میرزا علی کیا    | میرزا علی کیا    | میرزا علی کیا    | میرزا علی کیا    |            |            |            |            |            |            |  |  |  |  |  |  |  |  |  |  |  |  |  |  |  |  |  |  |
|             |             |             |             |                |                |                |                |                |                | کارکیا سلطان احمد اول |               |               |               |               |               |                 |               |              |              |              |              |                  |                  |                  |                  |                  |                  |            |            |            |            |            |            |  |  |  |  |  |  |  |  |  |  |  |  |  |  |  |  |  |  |
|             |             |             |             |                |                |                |                |                |                |                       |               |               |               |               |               |                 |               |              |              |              |              |                  |                  |                  |                  |                  |                  |            |            |            |            |            |            |  |  |  |  |  |  |  |  |  |  |  |  |  |  |  |  |  |  |
|             |             |             |             |                |                |                |                |                |                |                       |               |               |               |               |               |                 |               |              |              |              |              |                  |                  |                  |                  |                  |                  |            |            |            |            |            |            |  |  |  |  |  |  |  |  |  |  |  |  |  |  |  |  |  |  |
|             |             |             |             | شاه طهماسب یکم | شاه طهماسب یکم | شاه طهماسب یکم | شاه طهماسب یکم | شاه طهماسب یکم | شاه طهماسب یکم |                       |               | سلطان حسن دوم | سلطان حسن دوم | سلطان حسن دوم | سلطان حسن دوم | سلطان حسن دوم   | سلطان حسن دوم |              |              | سلطان چپک    | سلطان چپک    | سلطان چپک        | سلطان چپک        | سلطان چپک        | سلطان چپک        |                  |                  | کارکیا علی | کارکیا علی | کارکیا علی | کارکیا علی | کارکیا علی | کارکیا علی |  |  |  |  |  |  |  |  |  |  |  |  |  |  |  |  |  |  |
|             |             |             |             | شاه طهماسب یکم | شاه طهماسب یکم | شاه طهماسب یکم | شاه طهماسب یکم | شاه طهماسب یکم | شاه طهماسب یکم |                       |               | سلطان حسن دوم | سلطان حسن دوم | سلطان حسن دوم | سلطان حسن دوم | سلطان حسن دوم   | سلطان حسن دوم |              |              | سلطان چپک    | سلطان چپک    | سلطان چپک        | سلطان چپک        | سلطان چپک        | سلطان چپک        |                  |                  | کارکیا علی | کارکیا علی | کارکیا علی | کارکیا علی | کارکیا علی | کارکیا علی |  |  |  |  |  |  |  |  |  |  |  |  |  |  |  |  |  |  |
|             |             |             |             | مریم بیگم      | مریم بیگم      | مریم بیگم      | مریم بیگم      | مریم بیگم      | مریم بیگم      |                       |               | خان احمد خان  | خان احمد خان  | خان احمد خان  | خان احمد خان  | خان احمد خان    | خان احمد خان  |              |              | تی تی خانم   | تی تی خانم   | تی تی خانم       | تی تی خانم       | تی تی خانم       | تی تی خانم       |                  |                  |            |            |            |            |            |            |  |  |  |  |  |  |  |  |  |  |  |  |  |  |  |  |  |  |
|             |             |             |             | مریم بیگم      | مریم بیگم      | مریم بیگم      | مریم بیگم      | مریم بیگم      | مریم بیگم      |                       |               | خان احمد خان  | خان احمد خان  | خان احمد خان  | خان احمد خان  | خان احمد خان    | خان احمد خان  |              |              | تی تی خانم   | تی تی خانم   | تی تی خانم       | تی تی خانم       | تی تی خانم       | تی تی خانم       |                  |                  |            |            |            |            |            |            |  |  |  |  |  |  |  |  |  |  |  |  |  |  |  |  |  |  |
|             |             |             |             |                |                |                |                |                |                |                       |               |               |               |               |               |                 |               |              |              |              |              |                  |                  |                  |                  |                  |                  |            |            |            |            |            |            |  |  |  |  |  |  |  |  |  |  |  |  |  |  |  |  |  |  |
|             |             | عباس یکم    | عباس یکم    | عباس یکم       | عباس یکم       | عباس یکم       | عباس یکم       |                |                | یاکهان بیگم           | یاکهان بیگم   | یاکهان بیگم   | یاکهان بیگم   | یاکهان بیگم   | یاکهان بیگم   |                 |               | حسن          | حسن          | حسن          | حسن          | حسن              | حسن              |                  |                  |                  |                  |            |            |            |            |            |            |  |  |  |  |  |  |  |  |  |  |  |  |  |  |  |  |  |  |
|             |             | عباس یکم    | عباس یکم    | عباس یکم       | عباس یکم       | عباس یکم       | عباس یکم       |                |                | یاکهان بیگم           | یاکهان بیگم   | یاکهان بیگم   | یاکهان بیگم   | یاکهان بیگم   | یاکهان بیگم   |                 |               | حسن          | حسن          | حسن          | حسن          | حسن              | حسن              |                  |                  |                  |                  |            |            |            |            |            |            |  |  |  |  |  |  |  |  |  |  |  |  |  |  |  |  |  |  |